# Duće
Duće su naselje pokraj Omiša u općini Dugom Ratu u Hrvatskoj uz cestu Omiš – Split.
Mjesto Duće sastoji se od Luke, Rogača, Vavlja, Golubinke, Glavice i Dočina. Nekada je u Dućama živjelo samo nekoliko obitelji, a danas u njima živi više od 1500 stanovnika. Osnovna gospodarska djelatnost pučanstva mjesta Duća jest turizam (smještaj apartmantskog tipa).
Duće ima svoju crkvu Gospe od Sniga; dana 5. kolovoza u Dućama se održava velika fešta tijekom koje stanovnici odlaze na vrh brda po imenu Stomorica. I ondje se nalazi crkva Gospe od Sniga, koja je ime dobila po tome što su  starosjedioci govorili o čudu kada je usred ljeta na tom mjestu sniježilo.
Osim novog naselja Duće koje je izgrađeno uz magistralu, postoji i staro selo Duće s 24 kuće. U selu se nalazi crkva sv. Ante i crkva sv. Marka.
Istočno od Duća nalazi se Vavlje, smješteno podno brda Mošnice.

## Zemljopisni položaj
Duće se nalaze u središnjoj Dalmaciji, između Dugog Rata na zapadu i Omiša na istoku. Sa sjeverne je strane planina Stomorica, a s južne Jadransko more.

## Stanovništvo
| broj stanovnika | 78    | 179   | 166   | 183   | 189   | 224   | 226   | 357   | 171   | 253   | 262   | 416   | 420   | 1345  | 1640  | 1561  | 1560  |
|                 | 1857. | 1869. | 1880. | 1890. | 1900. | 1910. | 1921. | 1931. | 1948. | 1953. | 1961. | 1971. | 1981. | 1991. | 2001. | 2011. | 2021. |

## Poznate osobe
- Ante Škobalj, hrv. rkt. svećenik, slikar, glazbenik, pjesnik, romanopisac, poliglot

- Branko Vojnović, hrv. političar i saborski zastupnik

- Jure Vojnović, hrv. mornar, jedan od vođa pobune u Boki kotorskoj 1918.

- Andrija Žižić, košarkaš

- Jozo Milavić, poduzetnik, vlasnik Studenca i niza hotela

- don Ante Vojnović, župnik,svećenik

- Tomislav Vojnović, bankar, direktor Prometa Split

- Ivo Amulić, hrv. glazbenik, pjevač

- Toni Bliznac, hrv. glazbenik, pjevač

- Ivo Bilanović, hrv. košarkaš, trener

- Petra Martić, tenisačica

- Joško Banović, doktor, kirurg

- Vinko Vuković, novinar i urednik u Slobodnoj dalmaciji
- Ivo Šarolić, hrvatski pjesnik, filozof
- Drago Vojnović, osoba s naslovnicâ, veleplakata, zvijezda televizijskih spotova, kojima je najavljivano 21. svjetsko rukometno prvenstvo za muškarce[4]
- Ante Žižić, hrvatski košarkaš[5]

## Šport
Od 1973. postoji malonogometni klub Duće i malonogometni klub Stomorica Duće.

## Turizam
Današnje Duće razvile su se iz 6 starih naselja: Duće Luka, Duće Rogač, Duće Vavlje, Duće Golubinka, Duće Glavica i Duće Dočine. Tijekom proteklih 50 godina, a s razvojem turizma, naselja su se povezala, tako da danas nema vidljivih granica između njih. Današnje Duće su niz kuća za odmor koje se pružaju uzduž Jadranske magistrale i 5 kilometara dug niz plitkih pješčanih plaže, s oko 2000 stanovnika.

## Gospodarstvo
Gospodarstvo u Dućama temelji se na turizmu.

## Spomenici i znamenitosti
- Ruralna cjelina u mjestu
- Crkva sv. Ante Padovanskog
- Crkva sv. Marka